# والتر د. ونايت
والتر د. ونايت (بالإنجليزية: Walter D. Knight)‏ هو فيزيائي أمريكي، ولد في 14 أكتوبر 1919 في نيويورك في الولايات المتحدة، وتوفي في 28 يونيو 2000 في مارلبورو في الولايات المتحدة.